# Colombia F3 2008
El Colombia F3 Futures (Seguros Bolívar Open- Pereira) de 2008 es un evento de tenis masculino que se lleva a cabo en la ciudad de Pereira entre el 28 de abril y 4 de mayo de 2008.
Entrega una bolsa de premios de 15.000 dólares.

## Campeones
Tenis Mixto de la Segunda Temporada. 
- Individuales femeninos:  Mitchel Urrea Muñoz  derrota a  Andrea Campozano Cañaveral 6-1, 6-4

- Dobles masculinos:  Jean Michel Durango /  Iván Endara derrotan a  Julio César Campozano /  Alejandro Kon 6-1, 6-4

## Cabezas de serie
A continuación se detallan los cabeza de serie de cada categoría. Los jugadores marcados en negrita están todavía en competición. Los jugadores que ya no estén en el torneo se enumeran junto con la ronda en la cual fueron eliminados.

### Cabezas de serie (individuales)
| 1. | Mitchel Urrea Muñoz   | derrota a   | Julio César Campozano | Ganador          |
| 2. | Carlos Salamanca      | pierde ante | Julio César Campozano | Semifinal        |
| 3. | Julio César Campozano | pierde ante | Michael Quintero      | Final            |
| 4. | Alejandro Kon         | pierde ante | Michael Quintero      | Semifinal        |
| 5. | Iván Endara           | pierde ante | Alejandro Kon         | Cuartos de final |
| 6. | Alejandro González    | pierde ante | Carlos Salamanca      | Cuartos de final |
| 7. | Roman Recarte         | pierde ante | Matias Sáenz          | 2ª ronda         |
| 8. | Matías Silva          | pierde ante | Eduardo Struvay       | 2ª ronda         |

### Cabezas de serie (dobles)
| 1. | Michael Quintero Carlos Salamanca   | pierden ante | Jean Michel Durango Ivan Endara     | 1ª ronda  |
| 2. | Mauricio Echazú Matías Silva        | pierden ante | Julio César Campozano Alejandro Kon | Semifinal |
| 3. | Francisco Franco Sat Galan          | pierden ante | Jean Michel Durango Ivan Endara     | Semifinal |
| 4. | Julio César Campozano Alejandro Kon | pierden ante | Jean Michel Durango Iván Endara     | Final     |